# Ctenochares amoenus
Ctenochares amoenus là một loài tò vò trong họ Ichneumonidae.